# Pueblo iatmul

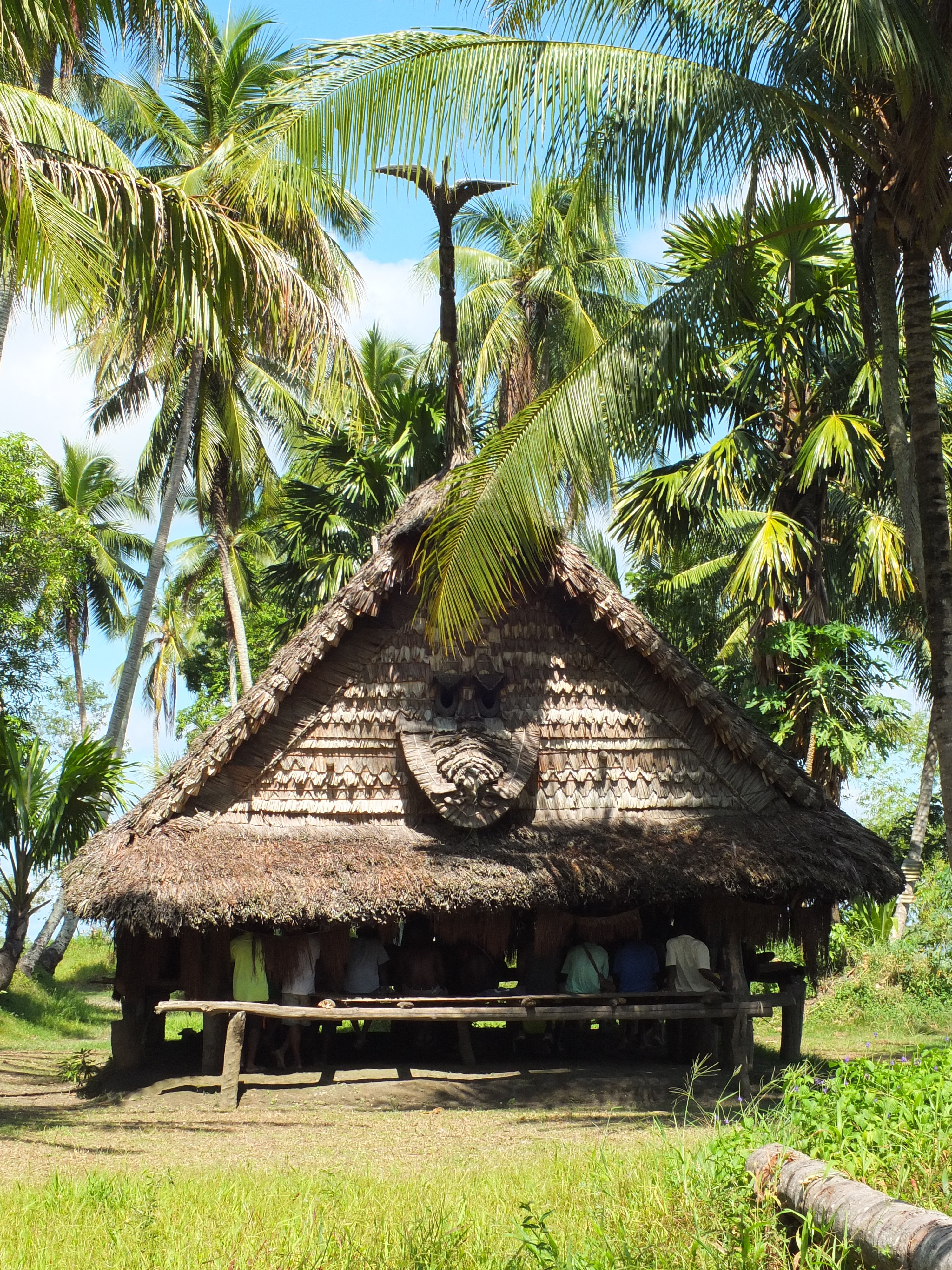

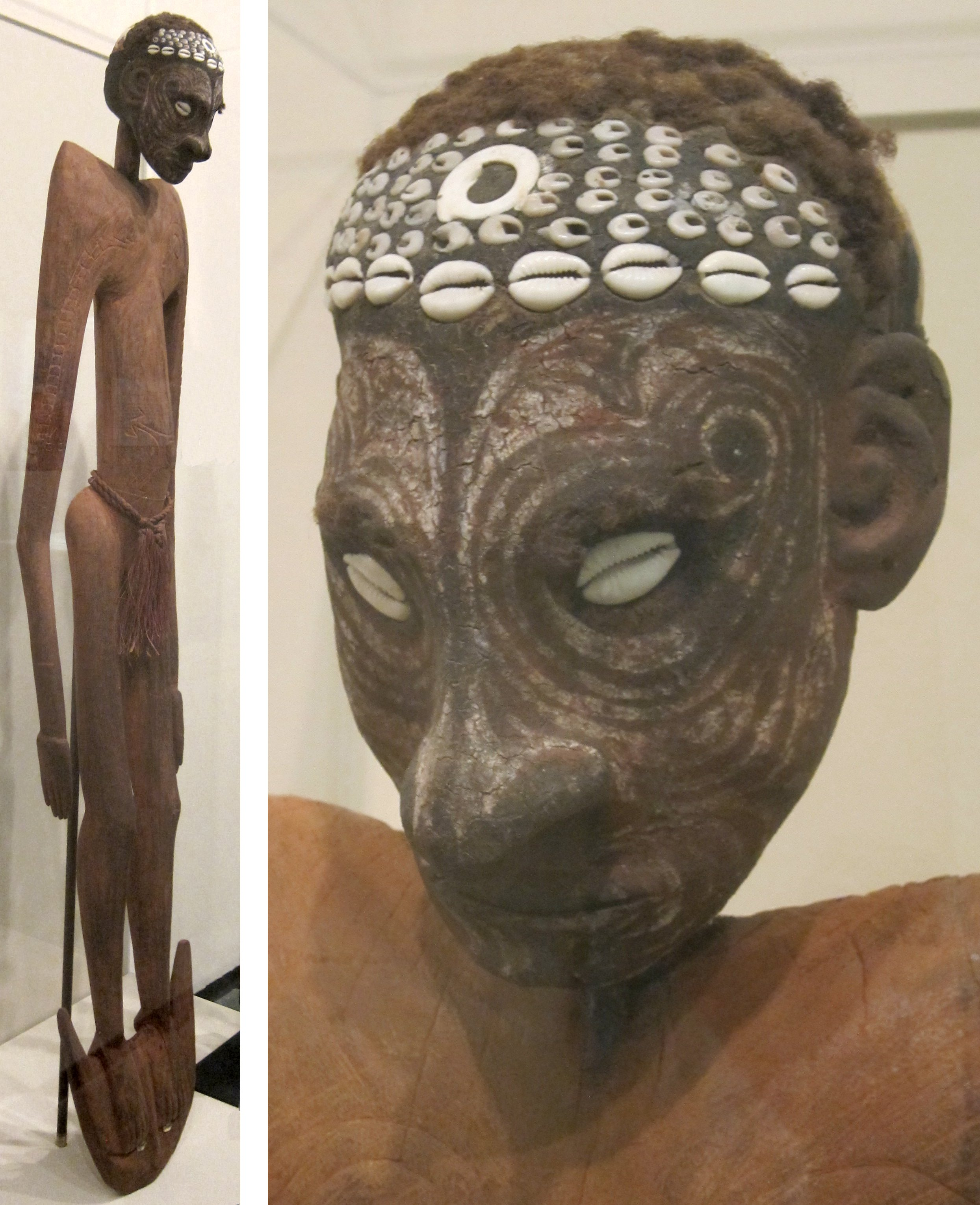
Figura de un ancestro iatmul con calavera

Los iatmul son un gran grupo étnico de unas 10 000 personas que habitan en un par de docenas de aldeas políticamente autónomas a lo largo del río Sepik medio en Papúa Nueva Guinea. Las comunidades se agrupan de manera aproximada de acuerdo con el dialecto del idioma iatmül, así como por sus afinidades socioculturales. Los iatmul son mejor conocidos por su arte, sus casas para hombres, sus rituales de iniciación masculina, sus elaborados sistemas totémicos y por un famoso ritual llamado naven, que fue estudiado por primera vez por el antropólogo Gregory Bateson en la década de 1930. Más recientemente, la región de los iatmul es reconocida como un lugar de visita para turistas y viajeros aventureros, y jugó un papel destacado en el documental de 1988 Cannibal Tours.

## Historia
En las leyendas iatmul, la condición original del mundo era un mar primigenio. Un viento agitó las olas y la tierra emergió. Se abrió un gran pozo, y de él surgió la primera generación de espíritus ancestrales y héroes de la cultura. Los ancestros se embarcaron entonces en una serie de migraciones mítico-históricas. Donde pisaban, aparecía tierra. A lo largo de estas rutas, los ancestros crearon el mundo por medio de ponerle nombre. Literalmente, le dieron existencia al llamar por su nombre a todas las características del mundo: árboles, montañas, estrellas, vientos, lluvias, afluentes, aldeas, acciones, prácticamente todo en el mundo. Estos nombres se denominan totémicos, y son reclamados por grupos patrilineales específicos (clanes, linajes y ramas). Los nombres totémicos son mágicos y forman la base de su sistema religioso.
Según los iatmul, el pozo primigenio se encuentra cerca de la aldea de Gaikarobi, donde se habla la lengua sawos. Después de salir del pozo, la mayoría de ancestros viajaron al pueblo de Shotmeri. A partir de ahí, se dispersaron por toda la región, llegando finalmente a cada aldea habitada hoy.
Cada comunidad iatmul consta de clanes, linajes y "ramas". La pertenencia a un grupo se confiere al nacer a través del padre, lo que los antropólogos llaman ascendencia patrilineal. Cada aldea tiene su propia variedad de grupos, de manera que no hay dos pueblos que estén conformados por exactamente los mismos clanes y linajes. Cada grupo cuenta su propia historia ancestral de migraciones a lo largo de la región. Estas historias están codificadas en largas cadenas de complejos nombres polisilábicos llamados tsagi que solo conocen especialistas en los rituales. Cuando se cantan los tsagi durante los rituales, los nombres evocan migraciones ancestrales y diferentes lugares y características del paisaje creado por los míticos ancestros del grupo durante sus viajes antiguos.

## El nombre "iatmul"
La palabra "iatmul" fue acuñada por Gregory Bateson durante el período inicial de su investigación antropológica entre este grupo lingüístico a fines de la década de 1920. En su artículo de 1932 en la revista Oceania, Bateson escribió que "adopté el nombre iatmul como un término general para estas gentes. Pero dudo que tenga la razón al hacerlo". En la aldea de Mindimbit, según reportó, la gente local se refería a todo el grupo lingüístico con la frase compuesta iatmul-iambonai . La palabra iambon (pronunciada Yambón) se refería entonces, y aún hoy, a la aldea de habla iatmul ubicada en la parte más alta del río. Iatmul se refería solo a un clan pequeño. El uso de la palabra iatmul para referirse a todo el grupo fue una convención de Bateson, y a partir de entonces ganó aceptación antropológica y más amplia. Sin embargo, los hablantes de iatmul rara vez utilizan el término. De hecho, los hablantes de iatmul rara vez tienen motivos para tener que referirse al grupo lingüístico entero. Los iatmul no son una tribu centralizada. Nunca actúan política, social o económicamente como una sola unidad. Sus aldeas son autónomas. Las personas por lo general se identifican a sí mismas no como iatmul o, como dicen en ocasiones, iatmoi, sino en términos de su clan, linaje, aldea o, a veces, simplemente usan el término regional que se usaba en la era colonial, sepik.